# Ceratocanthus turquinensis
Ceratocanthus turquinensis là một loài bọ cánh cứng trong họ Hybosoridae. Loài này được Zayas miêu tả khoa học năm 1988.